# غوران لارسون
غورَان لارسون (بالسويدية: Göran Larsson)‏ هو سباح سويدي، ولد في 24 مايو 1932 في أوبسالا في السويد، وتوفي في 27 فبراير 1989 في السويد.

## روابط خارجية
- غوران لارسون على موقع الاتحاد الدولي للسباحة (الإنجليزية)
- غوران لارسون على موقع SwimRankings.net (الإنجليزية)
- غوران لارسون على موقع اللجنة الأولمبية الدولية (الإنجليزية)
- غوران لارسون على موقع أوليمبيديا (الإنجليزية)
- غوران لارسون على موقع اللجنة الأولمبية السويدية (السويدية)